# Onde radio

Diagramma animato di una antenna a dipolo che irradia onde radio

Le onde radio o radioonde, in fisica, sono radiazioni elettromagnetiche, appartenenti allo spettro elettromagnetico, nella frequenza compresa tra 0 e 300 GHz, ovvero con lunghezza d'onda maggiore di 1 mm.

## Caratteristiche
Il limite di frequenza f inferiore è necessariamente asintotico al valore nullo poiché per definizione non possono esistere onde elettromagnetiche senza variazione di campo (cioè a frequenza zero). Ragionando in termini di lunghezza d'onda λ=c/f sono invece possibili infiniti valori continui asintoticamente tendenti ad infinito.
La quantità di informazione che può essere trasportata da un segnale radio (vedi modulazione) è proporzionale alla sua frequenza; per questo le frequenze minime usate nella radiotecnica per trasmettere la voce partono da qualche decina di chilohertz.
Questa regione dello spettro elettromagnetico è storicamente la più utilizzata nelle telecomunicazioni per le radiocomunicazioni. Questo è avvenuto principalmente perché le onde di bassa frequenza sono facilmente generabili con dispositivi elettrici alla portata della fisica della fine del XIX secolo (oscillatori, antenne, rivelatori a risonanza) e quindi disponibili ai tempi di Heinrich Rudolf Hertz, Guglielmo Marconi e Nikola Tesla. Un altro vantaggio delle maggiori lunghezze d'onda è di propagarsi per riflessione ionosferica a distanze intercontinentali, sicuramente interessante in un'epoca in cui non esistevano ponti radio e satelliti per la telecomunicazione.

## Bande
La gamma delle onde radio è convenzionalmente suddivisa nelle seguenti bande:
| Banda                             | Frequenza    | Lunghezza d'onda          | Principali impieghi |
| --------------------------------- | ------------ | ------------------------- | --- |
|                                   | < 3 Hz       | > 100000 km               | |
| ELF (Extremely low frequency)     | 3–30 Hz      | 100.000 km – 10.000 km    | Comunicazione radio con i sottomarini, ispezione tubazioni, studio del campo magnetico terrestre                         |
| SLF (Super low frequency)         | 30–300 Hz    | 10.000 km – 1.000 km      | Comunicazione con i sottomarini, per es. la radio russa ZEVS                                                             |
| ULF (Ultra low frequency)         | 300–3000 Hz  | 1.000 km – 100 km         | Utilizzate per le comunicazioni in miniera                                                                               |
| VLF (Very low frequency)          | 3–30 kHz     | 100 km – 10 km            | Marina, comunicazione con sommergibili in emersione                                                                      |
| LF (Low frequency)                | 30–300 kHz   | 10 km – 1 km              | Trasmissioni radio intercontinentali in AM, trasmissione del segnale di tempo standard per gli orologi radiocontrollati. |
| MF (Medium frequency)             | 300–3000 kHz | 1 km – 100 m              | Trasmissioni radio in AM                                                                                                 |
| HF (High frequency)               | 3–30 MHz     | 100 m – 10 m (Onde corte) | Radioamatori, Banda cittadina, trasmissioni intercontinentali in codice Morse                                            |
| VHF (Very high frequency)         | 30–300 MHz   | 10 m – 1 m                | Radio commerciali in FM, Aviazione, Marina, Forze dell'ordine, Televisione, Radioamatori, Radiofari                      |
| UHF (Ultra high frequency)        | 300–3000 MHz | 1 m – 100 mm              | Radio PMR, Televisione, Telefonia cellulare, WLAN                                                                        |
| SHF (Super high frequency)        | 3–30 GHz     | 100 mm – 10 mm            | Radar, Satelliti, WLAN                                                                                                   |
| EHF (Extremely high frequency)    | 30–300 GHz   | 10 mm – 1 mm              | Trasmissioni satellitari e radioamatoriali                                                                               |
| THF (Tremendously high frequency) | 300–3000 GHz | 1 mm - 100 micrometro     | Trasmissioni satellitari (onde submillimetriche o banda submillimetrica 300 GHz 3 THz) e radioamatoriali                 |

La banda UHF è a cavallo tra la regione delle onde radio e delle microonde, il confine non è netto.
Le bande ELF, SLF, ULF, e VLF hanno frequenze uguali a quelle delle onde sonore ma mentre le prime sono onde elettromagnetiche, le seconde sono invece vibrazioni meccaniche dell'aria.
Le frequenze ultra-basse sono usate per la comunicazione con i sottomarini poiché l'acqua attenua le onde elettromagnetiche in ragione proporzionale alla frequenza, con un coefficiente elevato. Soltanto frequenze bassissime riescono a propagarsi per centinaia di chilometri, ma con la necessità di enormi antenne, costituite da fili immersi lunghi diverse decine di chilometri. Con queste onde è possibile inoltre trasportare pochissima informazione, messaggi scanditi lentamente, certamente non la voce.